# 김한경 (1881년)
김한경(金漢卿, 1881년 ~ ?)은 일제강점기의 관료, 군수였다.

## 생애
1881년 1월 13일 태어났다. 한성부 출신이다. 1905년 11월, 탁지부 양지과 측량강습생으로 선발되어 1906년 1월부터 측량기술 수업을 시작했다. 수업을 마친 그해 7월 탁지부 기수에 임명되어 1907년 12월까지 근무했다. 1908년 1월 탁지부 임시재원조사국이 신설되면서 양지과 기수에 임명되었고, 같은 해 7월부터 탁지부 임시재산정리국 기수를, 1910년 3월부터 탁지부 토지조사국 기수를 지냈다.
경술국치 이후 1910년 10월부터 1913년까지 조선총독부임시토지조사국 측량과 기수를 지냈으며, 1912년 8월에 한국병합기념장을 받았다. 1914년부터 1917년 7월까지는 조선총독부 임시토지조사국 측지과에서 기수를 지냈으며 1915년 11월 다이쇼 덴노 즉위기념 대례기념장을 받았다. 1919년 11월부터 황해도 장연군 서기를 지내다 1921년 2월의 관제 변경으로 장연군 속이 되었다. 1927년 4월부터 1930년 4월까지 황해도 은율군 군수로 지냈다. 1928년에 평양전매지국 진남포출장소 군수를, 1929년부터 평양전매지국 사리원출장소 군수를 겸했다.
1929년 11월 히로히토 덴노 즉위기념 대례기념장을, 1929년 4월에는 훈8등 서보장을 받았다.
1930년 4월 군수로 승진해 황해도 신계군수를 지내다 1933년 퇴직했다. 1931년 1월 훈7등 서보장을, 1932년 10월 조선 쇼와 5년 국세조사기념장을, 1933년 1월 훈6등 서보장을 받았다.

## 사후
2009년 11월, 민족문제연구소에서 발간한 친일인명사전에 수록되었다.

## 참고자료
- 《친일인명사전》, 민족문제연구소 저.